# 莫科
莫科（1982年9月8日—），生于中國吉林省长春市，中国男子篮球运动员，原中国国家男子篮球队成员，曾效力于八一火箭队。身高208cm，体重104kg，位置中锋。
他曾经入选中国国家男子篮球队参加2006年世界籃球錦標賽比赛。2019年，莫科擔任四川金强蓝鲸篮球俱乐部助理教练。

## 外部連結
- 莫科在fiba.basketball（英语）
- 莫科在fiba.basketball（英语）
- 莫科在archive.fiba.com（存檔）（英语）
- 莫科在archive.fiba.com（存檔）（英语）
- 莫科在中国男子篮球职业联赛官網
- 莫科在Basketball-Reference.com（國際）（英语）
- 莫科在Eurobasket.com（球員）（英语）
- 莫科在Proballers（英语）
- 莫科在RealGM（球員）（英语）
- 莫科在Olympedia（英语）
- 莫科在Chinese Olympic Committee (archived)（英语）